# Tepezalá
Tepezalá là một đô thị thuộc bang Aguascalientes, México. Năm 2005, dân số của đô thị này là 17372 người.